# Henry A. Wallace

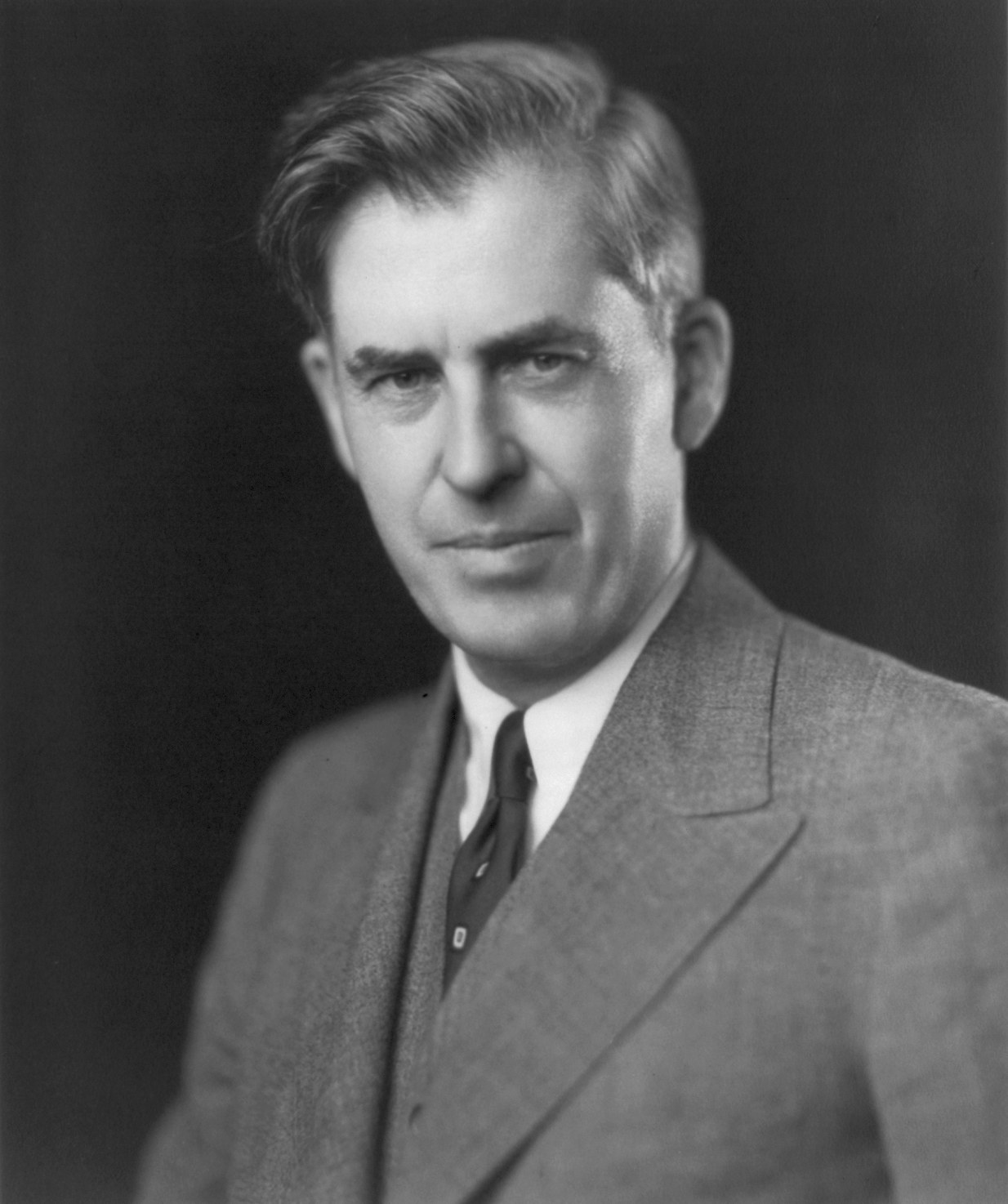
Henry A. Wallace

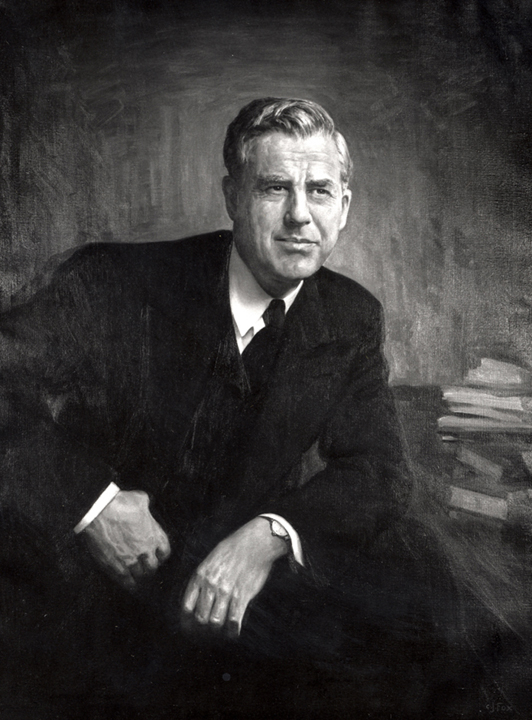
Henry A. Wallace

Henry Agard Wallace (* 7. Oktober 1888 bei Orient, Adair County, Iowa; † 18. November 1965 in Danbury, Connecticut) war ein US-amerikanischer Politiker. Zunächst Mitglied der Republikanischen Partei, wechselte er später zu den Demokraten und wurde später kurzzeitig zu einem Mitbegründer der Progressiven Partei.
Von März 1933 bis September 1940 war er Landwirtschaftsminister, von Januar 1941 bis Januar 1945 Vizepräsident in der Regierung von Franklin D. Roosevelt. Im März 1945 holte Roosevelt ihn in sein Kabinett zurück und betraute ihn mit den Aufgaben des Handelsministers; auch nach Roosevelts Tod einen Monat später blieb er unter dem neuen Präsidenten Harry S. Truman bis September 1946 in dieser Position. Wallace trat bei der Präsidentschaftswahl des Jahres 1948 als Kandidat der Progressiven Partei an.

## Leben

### Frühe Jahre
Der auf einer Farm geborene Henry A. Wallace war Sohn des späteren US-Landwirtschaftsministers Henry Cantwell Wallace. Nach seinem College-Abschluss 1910 war er Redakteur der Zeitschrift Wallace’s Farmer und publizierte darüber hinaus über die Agrarwissenschaften. Von 1925 bis 1935 war er Mitglied der Theosophischen Gesellschaft Adyar, engagierte sich in der Liberalkatholischen Kirche und kam unter den Einfluss des russischen Malers und Theosophen Nicholas Roerich.

### Landwirtschaftsminister 1933 bis 1940
Obgleich seine Familienmitglieder beständig Anhänger der Republikaner gewesen waren und auch er selbst – aus Familientradition – Mitglied dieser Partei war, wechselte Wallace – enttäuscht von der Landwirtschaftspolitik und restriktiven Lohnpolitik der Republikaner – im Jahre 1928 zur Demokratischen Partei. Er war Befürworter von Roosevelts New Deal, zudem ausgewiesener Landwirtschaftsexperte. Nachdem er bei den Wahlen von 1932 entscheidend zum Sieg der Demokratischen Partei in Iowa beigetragen hatte, berief Präsident Roosevelt ihn nach seinem Wahlsieg im Jahre 1933 als Landwirtschaftsminister in sein Kabinett; es war seine Aufgabe, die New-Deal-Politik im Landwirtschaftssektor umzusetzen. In diesem Amt umgab er sich mit Agrarwissenschaftlern und begann ein großflächiges Experiment, in welchem Bauern gemeinsam mit Wirtschaftswissenschaftlern den Agrarbereich planten. Wallace blieb auf diesem Posten bis zum Jahre 1940 und vertrat die immer wieder kontroverse Diskussionen auslösende Landwirtschaftspolitik der Regierung Roosevelts im gesamten Zeitraum.

### Vizepräsident und Handelsminister

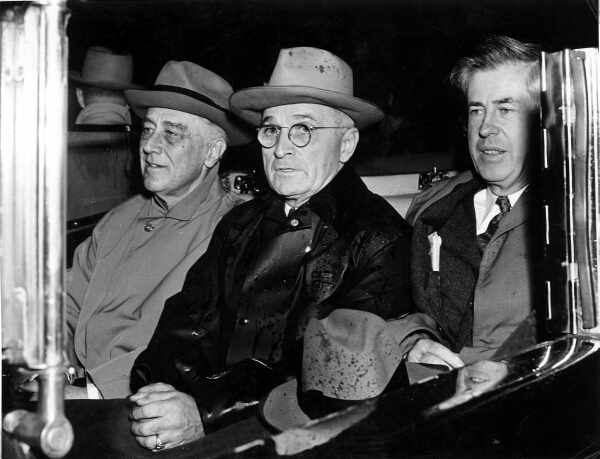
Henry Wallace (ganz rechts) gemeinsam mit Franklin D. Roosevelt (links) und Harry S. Truman (November 1944)

Wallace legte das Amt des Landwirtschaftsministers im September 1940 nieder, um als Vizepräsidentschaftskandidat (Running Mate) an der Seite Roosevelts bei der Wahl 1940 anzutreten. Nach gewonnener Wahl wurde er am 20. Januar 1941 in sein Amt eingeführt. Seine Vizepräsidentschaft war vom Zweiten Weltkrieg dominiert; so saß er wichtigen Arbeitsgruppen und Komitees für ökonomische Kriegsführung und zur Sicherung des Nachschubs für die amerikanischen Truppen vor und unternahm Good-Will-Reisen nach Süd- und Mittelamerika, die zum Kriegseintritt von zwölf Staaten auf Seiten der Alliierten führten.
Vor der Wahl 1944 wurden ihm Sympathien für den Kommunismus (insbesondere für Stalin) vorgeworfen, sodass Roosevelt ihn als Vizepräsidenten fallen ließ, da er um seine Wiederwahl fürchtete. Stattdessen wurde Harry S. Truman als Vizepräsident nominiert. Auf Betreiben von Präsident Franklin D. Roosevelt unternahm Henry A. Wallace, ein bekennender Antifaschist, – im Vorfeld der Konferenz von Jalta – zusammen mit dem Geograph Owen Lattimore im Mai 1944 eine 25-tägige Informationsreise nach Sibirien, wo er, von Alaska kommend, den Gulag-Lagerkomplex in Magadan an der Kolyma besuchte. Dort präsentierte ihm der 50-jährige sowjetische Lagerkommandant und NKWD-General Nikischow die Vorzüge des angeblichen, sowjetischen Siedlerlebens in Sibirien. Kommandant Nikischow hatte kurzerhand die Gulag-Häftlinge für den Besuch des US-Vizepräsidenten Wallace umgesiedelt, und durch NKWD-Truppen in Siedlerbekleidung ersetzt, so dass es keinen offenkundigen Hinweis auf den Gulag-Lagerkomplex gab. Auch erwähnte Nikischow gegenüber Vizepräsident Wallace zu keinem Zeitpunkt, dass es sich bei den „Siedlern“ um Gulag-Insassen handelte. Gutgläubig fiel Wallace auf die Inszenierung herein. Begeistert verglich Wallace das Siedlerleben der ihm vorgeführten wohlgenährten Arbeiter mit demjenigen der ersten Siedler im Wilden Westen: „… all dies erinnert mich an mein Heimatland“. Wallace genoss die Gesellschaft seines neuen Freundes „Ivan“, des sowjetischen Gulag-Kommandanten Nikischow und berichtete darüber begeistert bei seiner Rückkehr in die USA.
Seine Amtszeit als Vizepräsident endete turnusgemäß am 20. Januar 1945. In Roosevelts viertem Kabinett, das am 2. März 1945 vereidigt wurde, wäre Wallace gern Außenminister geworden. Doch er musste sich mit dem Posten des Handelsministers begnügen.
Roosevelt starb am 12. April 1945, so dass Truman nur 82 Tage nach Amtsantritt als neuer Präsident nachrückte. Wallace blieb auch unter ihm noch einige Zeit Handelsminister. Im September 1946 wurde er wegen erheblicher Meinungsverschiedenheiten in der Außenpolitik von Präsident Truman aus seinem Ministeramt entlassen. Zuvor hatte Wallace den Präsidenten bei einer öffentlichen Ansprache für dessen harte Haltung gegenüber der Sowjetunion kritisiert.

### Präsidentschaftskandidat und späteres Leben
Für die Wahl des Jahres 1948 kandidierte er für die Progressive Partei gegen Präsident Truman und den Republikaner Thomas E. Dewey für das Amt des Präsidenten der USA. Seinen Wahlkampf unterstützte Thomas Mann bei Wahlveranstaltungen und durch einen Aufruf an die Deutschamerikaner, für Wallace zu stimmen. Doch das Ergebnis war enttäuschend: Wallace erhielt beim Urnengang am 2. November 1948 lediglich 2,4 Prozent aller Stimmen und keinen einzigen Wahlmann, da er in keinem Bundesstaat die Stimmenmehrheit errang. Er zog sich daraufhin aus dem politischen Leben zurück und widmete sich bis zu seinem Tod am 18. November 1965 der agrarwissenschaftlichen Forschung.

## Mitgliedschaften
1943 wurde Wallace zum Mitglied der American Philosophical Society gewählt.